# Carl Bernadotte
Prins Carl Gustaf Oscar Fredrik Christian Bernadotte (født 10. januar 1911 i Stockholm, død 27. juni 2003 i Benalmádena) var søn af Prins Carl af Sverige og Prinsesse Ingeborg af Danmark. Märtha af Norge var hans søster, og kong Harald 5. hans nevø. Carl Bernadotte var kendt under sit kaldenavn Mulle.
Carl Bernadotte gav afkald på sine svenske kongelige titler, da han giftede sig med grevinde Elsa von Rosen i 1937. I stedet fik Carl Bernadotte en prinsetitel af sin svoger Leopold 3. af Belgien. Gift igen med Kristine Bernadotte den 8. juni 1978. Da Kristine giftede sig med Carl Bernadotte blev hun adelsprinsesse med en belgisk titel.